# Mulreesh

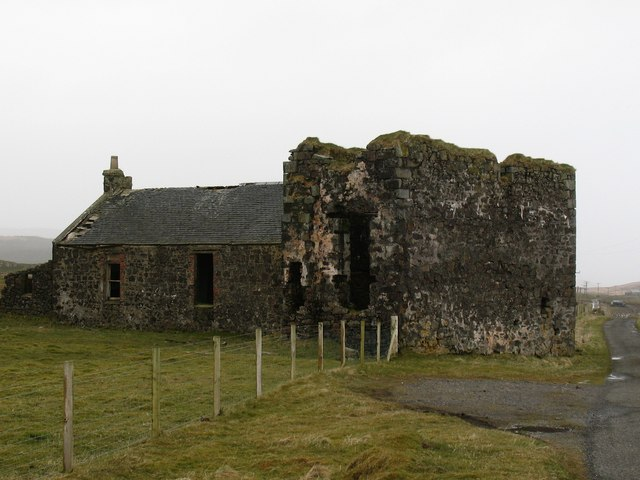
Ehemaliges Maschinenhaus in Mulreesh

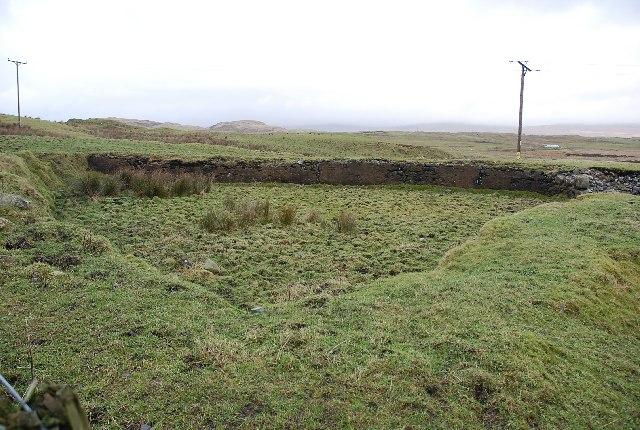
Ehemaliges Waschbecken der Bleimine

Mulreesh, auch Mullreesh oder Mulrese, ist eine aufgegebene Ortschaft auf der schottischen Hebrideninsel Islay. Mulreesh befand sich im Nordosten der Insel etwa 2,5 Kilometer westlich des Fährhafens Port Askaig und etwa zwölf Kilometer nordöstlich von Bowmore, dem Hauptort der Insel. Die nächstgelegenen Ortschaften waren Keills im Südwesten und das heute ebenfalls unbewohnte Balulive im Norden. Bei der Volkszählung im Jahre 1841 lebten in Mulreesh noch 56 Personen. Zehn Jahre später war die Einwohnerzahl bereits auf 31 Personen gesunken.
In der Umgebung befanden sich in der Vergangenheit bis zum westlich gelegenen Ballymartin verschiedene Bleiminen. Die größte dieser Minen erstreckte sich auf einer länge von 700 m in Mulreesh. Sie wurde bereits seit der Zeit der Wikingerbesiedlung der Insel betrieben und erreichte den Höhepunkt ihrer Aktivität im 18. Jahrhundert. In der zweiten Hälfte des 19. Jahrhunderts wurde sie schließlich geschlossen und war damit die letzte aktive Bleimine auf der Insel. Neben Schächten in der Landschaft sind noch diverse Minengebäude erhalten. Das ehemalige Maschinenhaus, das heute verfällt, war noch bis in die 1970er Jahre bewohnt. 500 m südlich des Maschinenhauses liegen nebst Gebäuderuinen die Überreste eines Waschbeckens zur Sedimentierung der Bleierze. Teile der 1,5 m mächtigen Begrenzungsmauer sind noch heute erhalten.

## Umgebung
700 m nördlich von Mulreesh befinden sich die erdbedeckten Grundmauern einer Kapelle namens Cill Eileagain. Der 5,5 m × 3 m messende Innenraum des Gebäudes war von ein Meter mächtigen Mauern umgeben. Die Kapelle lag inmitten eines Friedhofs, auf welchem Kreuzplatten gefunden wurden, die auf das 9.–11. Jahrhundert datiert werden. Ein kreuzverzierter Stein ähnelt stilistisch Kreuzplatten, wie sie im 10. Jahrhundert auf Iona gefertigt wurden und ist im Museum of Islay Life in Port Charlotte ausgestellt. Weitere Kreuzplatten tragen Daten aus dem 14. und späteren Jahrhunderten.